# مادج تينينت
مادج تينينت (22 يونيو 1889- 5 فبراير 1972) فنانة أمريكية مجنسة، ولدت في إنجلترا، ونشأت في جنوب أفريقيا وتدربت في فرنسا. صُنفت من بين الفنانين الأكثر إنجازًا وشهرة عالمية ممن عاشوا وعملوا في هاواي.
كطفلة معجزة، قضت تينينت سنوات المراهقة الأولى في باريس، حيث صقلت مهاراتها تحت إشراف ويليام أدولف بوغيرو في أكاديمية جوليان، وقد غذى تعرضها المتزامن للفنانين الطليعيين البارزين في المدينة بمن فيهم بول سيزان وبيير أوغست رينوار وبابلو بيكاسو، رؤيتها الرائدة. بعد أن عملت كمعلمة فنون في جنوب أفريقيا ونيوزيلندا وساموا البريطانية، استقرت مع زوجها وأطفالها في هونولولو عام 1923.
امتد نتاج تينينت الغزير ليشمل اللوحات والرسومات والمنحوتات. ألهم افتتانها الشديد بالنساء في هاواي السعي الجمالي الشامل الذي بلغ أوجه بأسلوب خاص: لوحات كبيرة الحجم لشخصيات نسائية مثيرة جمعت ألوانًا متألقة تطوف في تركيبات متناغمة. باعتبارها شخصية بارزة في المجال الدولي، لقيت تينينت استحسانًا نقديًا وشعبيًا في جميع أنحاء العالم. حتى وقت وفاتها، اعتبرها العديد من النقاد أهم فنانة مساهمة في فن هاواي خلال القرن العشرين.

## حياتها

### حياتها المبكرة
كان اسم مادج تينينت عند ولادتها في دولويتش، إنجلترا مادلين غريس كوك، وهي أولى ابنتي آرثر وأغنيس كوك. كان والدها مهندسًا معماريًا ورسام مناظر بحرية وحرفيًا بارعًا في نحت الخشب، بينما امتلكت والدتها مجلة أسبوعية بعنوان ساوث أفريكان ومين إن كاونسيل وعملت فيها ككاتبة ومحررة. استقرت عائلة كوك في بلدة كايب بحلول عام 1849، وأبدت اهتمامًا حيًا في مقارنة العقائد التي ضمت العديد من الأديان، وكذلك أيضًا في مسائل التوجه النفسي والفلكي. ترعرعت مادج وأختها فيوليت في هذه البيئة المحفزة والإبداعية، وتعلمتا القراءة والكتابة في عمر مبكر. كانت أغنيس عازفة بيانو بارعة وهي من علمت مادج العزف بشكل خاص. وقد تركت جهود والديها لتعزيز التسامح بين مختلف الأعراق والمعتقدات انطباعًا دائمًا لديها.

### باريس (1902-1906)
درست مادج في مدرسة داخلية إنجليزية، وفي وقت لاحق، في مدرسة الدير الفرنسية في باريس، بالرغم من ذلك لم تحصل إلا على القليل من التعليم الرسمي. دفعت موهبتها الفنية والديها إلى إلحاقها في سن الثانية عشرة بمدرسة كيب تاون للفنون، وكانت الحصص هناك مقتصرة على الرسم من قوالب ورسم الحياة الصامتة ورسم الشخصيات، فأتقنت وتجاوزت المنهج الدراسي خلال عام. قرر والداها بعد ذلك الانتقال إلى باريس، حيث يمكن لمادج متابعة المزيد من التدريب المتقدم في تخصصات الفن. في أكاديمية جوليان، سرعان ما عرفت مادج كطفلة معجزة ودعيت للدراسة على يد ويليام أدولف بوغيرو، وهو فنان ومدرس بارز مرتبط بشكل وثيق بالفن الأكاديمي. احتلت مادج البالغة من العمر 13 عامًا المركز الخامس في منافسة مع طلاب أكبر سنًا من خمس أكاديميات أخرى، وذلك من خلال رسمها باستخدام الفحم لنموذج عاري بالطول الكامل. استمر شغفها بالرسم والتلوين دون استراحة أو توقف من خلال عملها لساعات طويلة يوميًا.  زارت مادج متحف اللوفر مع عائلتها من وقت لآخر، حيث كان بإمكانها الاطلاع على أعمال السادة من الفنانين وبالتالي التأكد من تطور مستواها الفني.

### عودتها إلى كيب تاون وزواجها (1907-1915)
على الرغم من اندماج عائلة كوك بالحياة الثقافية في باريس، عادت العائلة إلى كيب تاون في عام 1907 بسبب الانتكاسات المالية. سرعان ما عينت مادج مديرة للفنون في العديد من مدارس الفتيات في مدن مختلفة في جنوب إفريقيا وكذلك مديرة مدرسة الفنون الحكومية في كيب تاون.  بدأت بعرض أعمالها على نطاق واسع في سن الثامنة عشرة. في أحد هذه المعارض، علق أحد النقاد: «لا بد للمرء أن يكون متصوفًا كي يدرك المعنى الذي جسدت من خلاله هذه الصور». بحلول عام 1913، أسست مادج مدرستها الفنية الخاصة واستأنفت حفلات البيانو الخاصة بها. كان من بين الحاضرين هيو كوبر تينينت، وهو محاسب قانوني من نيوزيلندا كان مرابطًا حينذاك في كيب تاون مع كتيبة ناتال لايت هاوس. ولد هيو لروبرت وإيميلي تينينت وهو واحد من أحد عشر طفلًا لهما. بقي هيو يتودد إلى مادج البالغة من العمر 26 عامًا لمدة ثلاثة أشهر بعد لقائهما الأول في 25 يوليو. أخيرًا تزوج الاثنان وبعد ذلك بوقت قصير انتقلا إلى نيوزيلندا.

### نيوزيلندا وساموا البريطانية (1915-1923)
مرة أخرى ترأست مادج مدرسة للفنون، بعد أن عينت أولًا كمدرسة في مدرسة الفنون الحكومية في وودفيل، وهي القرية التي عاش فيها الزوجان بينما كان هيو ينتظر أوامر عسكرية إضافية. في 11 يونيو عام 1916، أنجبت مادج آرثر هيو كوبر تينينت، وهو أول الابنين. عندما جاءت الأوامر العسكرية.